# Touw Hian Bwee
Touw Hian Bwee (Pekalongan, 18 novembre 1943) è un compositore di scacchi indonesiano.
Compose il suo primo problema, un due mosse, in maggio 1959, pubblicato dalla rivista locale Star Weekly. A causa della storia dell'Indonesia, che fu per molti anni una colonia olandese, fu influenzato soprattutto dai compositori olandesi. In gioventù era un ammiratore del suo connazionale Tan Yan Hien, particolarmente attivo negli anni '20.
Tra il 1965 e il 1979 visse a Stoccarda, dove studiò alla Stuttgart Technischen Universität. In questo periodo viaggiò molto in Europa e partecipò a molte riunioni di compositori. Considera quegli anni come i suoi migliori "anni produttivi".
La FIDE, tramite la PCCC (Permanent Commission for Chess Composition), nel 1977 lo nominò Maestro Internazionale e Giudice Internazionale per la composizione, e nel 1984, nel 27º Congresso PCCC di  Sarajevo, Grande Maestro della composizione.
Ha pubblicato circa 400 lavori, la maggior parte in due e tre mosse, ottenendo 80 primi premi.
|   | a | b | c | d | e | f | g | h |   |
| 8 | d8 alfiere del bianco · g8 torre del bianco · d6 re del bianco · e6 pedone del bianco · f6 cavallo del nero · g6 cavallo del bianco · h6 pedone del bianco · d5 torre del bianco · f5 cavallo del bianco · g5 re del nero · c4 pedone del nero · c2 torre del nero · e2 alfiere del bianco · g2 pedone del nero · h2 torre del nero · b1 donna del bianco | d8 alfiere del bianco · g8 torre del bianco · d6 re del bianco · e6 pedone del bianco · f6 cavallo del nero · g6 cavallo del bianco · h6 pedone del bianco · d5 torre del bianco · f5 cavallo del bianco · g5 re del nero · c4 pedone del nero · c2 torre del nero · e2 alfiere del bianco · g2 pedone del nero · h2 torre del nero · b1 donna del bianco | d8 alfiere del bianco · g8 torre del bianco · d6 re del bianco · e6 pedone del bianco · f6 cavallo del nero · g6 cavallo del bianco · h6 pedone del bianco · d5 torre del bianco · f5 cavallo del bianco · g5 re del nero · c4 pedone del nero · c2 torre del nero · e2 alfiere del bianco · g2 pedone del nero · h2 torre del nero · b1 donna del bianco | d8 alfiere del bianco · g8 torre del bianco · d6 re del bianco · e6 pedone del bianco · f6 cavallo del nero · g6 cavallo del bianco · h6 pedone del bianco · d5 torre del bianco · f5 cavallo del bianco · g5 re del nero · c4 pedone del nero · c2 torre del nero · e2 alfiere del bianco · g2 pedone del nero · h2 torre del nero · b1 donna del bianco | d8 alfiere del bianco · g8 torre del bianco · d6 re del bianco · e6 pedone del bianco · f6 cavallo del nero · g6 cavallo del bianco · h6 pedone del bianco · d5 torre del bianco · f5 cavallo del bianco · g5 re del nero · c4 pedone del nero · c2 torre del nero · e2 alfiere del bianco · g2 pedone del nero · h2 torre del nero · b1 donna del bianco | d8 alfiere del bianco · g8 torre del bianco · d6 re del bianco · e6 pedone del bianco · f6 cavallo del nero · g6 cavallo del bianco · h6 pedone del bianco · d5 torre del bianco · f5 cavallo del bianco · g5 re del nero · c4 pedone del nero · c2 torre del nero · e2 alfiere del bianco · g2 pedone del nero · h2 torre del nero · b1 donna del bianco | d8 alfiere del bianco · g8 torre del bianco · d6 re del bianco · e6 pedone del bianco · f6 cavallo del nero · g6 cavallo del bianco · h6 pedone del bianco · d5 torre del bianco · f5 cavallo del bianco · g5 re del nero · c4 pedone del nero · c2 torre del nero · e2 alfiere del bianco · g2 pedone del nero · h2 torre del nero · b1 donna del bianco | d8 alfiere del bianco · g8 torre del bianco · d6 re del bianco · e6 pedone del bianco · f6 cavallo del nero · g6 cavallo del bianco · h6 pedone del bianco · d5 torre del bianco · f5 cavallo del bianco · g5 re del nero · c4 pedone del nero · c2 torre del nero · e2 alfiere del bianco · g2 pedone del nero · h2 torre del nero · b1 donna del bianco | 8 |
| 7 | d8 alfiere del bianco · g8 torre del bianco · d6 re del bianco · e6 pedone del bianco · f6 cavallo del nero · g6 cavallo del bianco · h6 pedone del bianco · d5 torre del bianco · f5 cavallo del bianco · g5 re del nero · c4 pedone del nero · c2 torre del nero · e2 alfiere del bianco · g2 pedone del nero · h2 torre del nero · b1 donna del bianco | d8 alfiere del bianco · g8 torre del bianco · d6 re del bianco · e6 pedone del bianco · f6 cavallo del nero · g6 cavallo del bianco · h6 pedone del bianco · d5 torre del bianco · f5 cavallo del bianco · g5 re del nero · c4 pedone del nero · c2 torre del nero · e2 alfiere del bianco · g2 pedone del nero · h2 torre del nero · b1 donna del bianco | d8 alfiere del bianco · g8 torre del bianco · d6 re del bianco · e6 pedone del bianco · f6 cavallo del nero · g6 cavallo del bianco · h6 pedone del bianco · d5 torre del bianco · f5 cavallo del bianco · g5 re del nero · c4 pedone del nero · c2 torre del nero · e2 alfiere del bianco · g2 pedone del nero · h2 torre del nero · b1 donna del bianco | d8 alfiere del bianco · g8 torre del bianco · d6 re del bianco · e6 pedone del bianco · f6 cavallo del nero · g6 cavallo del bianco · h6 pedone del bianco · d5 torre del bianco · f5 cavallo del bianco · g5 re del nero · c4 pedone del nero · c2 torre del nero · e2 alfiere del bianco · g2 pedone del nero · h2 torre del nero · b1 donna del bianco | d8 alfiere del bianco · g8 torre del bianco · d6 re del bianco · e6 pedone del bianco · f6 cavallo del nero · g6 cavallo del bianco · h6 pedone del bianco · d5 torre del bianco · f5 cavallo del bianco · g5 re del nero · c4 pedone del nero · c2 torre del nero · e2 alfiere del bianco · g2 pedone del nero · h2 torre del nero · b1 donna del bianco | d8 alfiere del bianco · g8 torre del bianco · d6 re del bianco · e6 pedone del bianco · f6 cavallo del nero · g6 cavallo del bianco · h6 pedone del bianco · d5 torre del bianco · f5 cavallo del bianco · g5 re del nero · c4 pedone del nero · c2 torre del nero · e2 alfiere del bianco · g2 pedone del nero · h2 torre del nero · b1 donna del bianco | d8 alfiere del bianco · g8 torre del bianco · d6 re del bianco · e6 pedone del bianco · f6 cavallo del nero · g6 cavallo del bianco · h6 pedone del bianco · d5 torre del bianco · f5 cavallo del bianco · g5 re del nero · c4 pedone del nero · c2 torre del nero · e2 alfiere del bianco · g2 pedone del nero · h2 torre del nero · b1 donna del bianco | d8 alfiere del bianco · g8 torre del bianco · d6 re del bianco · e6 pedone del bianco · f6 cavallo del nero · g6 cavallo del bianco · h6 pedone del bianco · d5 torre del bianco · f5 cavallo del bianco · g5 re del nero · c4 pedone del nero · c2 torre del nero · e2 alfiere del bianco · g2 pedone del nero · h2 torre del nero · b1 donna del bianco | 7 |
| 6 | d8 alfiere del bianco · g8 torre del bianco · d6 re del bianco · e6 pedone del bianco · f6 cavallo del nero · g6 cavallo del bianco · h6 pedone del bianco · d5 torre del bianco · f5 cavallo del bianco · g5 re del nero · c4 pedone del nero · c2 torre del nero · e2 alfiere del bianco · g2 pedone del nero · h2 torre del nero · b1 donna del bianco | d8 alfiere del bianco · g8 torre del bianco · d6 re del bianco · e6 pedone del bianco · f6 cavallo del nero · g6 cavallo del bianco · h6 pedone del bianco · d5 torre del bianco · f5 cavallo del bianco · g5 re del nero · c4 pedone del nero · c2 torre del nero · e2 alfiere del bianco · g2 pedone del nero · h2 torre del nero · b1 donna del bianco | d8 alfiere del bianco · g8 torre del bianco · d6 re del bianco · e6 pedone del bianco · f6 cavallo del nero · g6 cavallo del bianco · h6 pedone del bianco · d5 torre del bianco · f5 cavallo del bianco · g5 re del nero · c4 pedone del nero · c2 torre del nero · e2 alfiere del bianco · g2 pedone del nero · h2 torre del nero · b1 donna del bianco | d8 alfiere del bianco · g8 torre del bianco · d6 re del bianco · e6 pedone del bianco · f6 cavallo del nero · g6 cavallo del bianco · h6 pedone del bianco · d5 torre del bianco · f5 cavallo del bianco · g5 re del nero · c4 pedone del nero · c2 torre del nero · e2 alfiere del bianco · g2 pedone del nero · h2 torre del nero · b1 donna del bianco | d8 alfiere del bianco · g8 torre del bianco · d6 re del bianco · e6 pedone del bianco · f6 cavallo del nero · g6 cavallo del bianco · h6 pedone del bianco · d5 torre del bianco · f5 cavallo del bianco · g5 re del nero · c4 pedone del nero · c2 torre del nero · e2 alfiere del bianco · g2 pedone del nero · h2 torre del nero · b1 donna del bianco | d8 alfiere del bianco · g8 torre del bianco · d6 re del bianco · e6 pedone del bianco · f6 cavallo del nero · g6 cavallo del bianco · h6 pedone del bianco · d5 torre del bianco · f5 cavallo del bianco · g5 re del nero · c4 pedone del nero · c2 torre del nero · e2 alfiere del bianco · g2 pedone del nero · h2 torre del nero · b1 donna del bianco | d8 alfiere del bianco · g8 torre del bianco · d6 re del bianco · e6 pedone del bianco · f6 cavallo del nero · g6 cavallo del bianco · h6 pedone del bianco · d5 torre del bianco · f5 cavallo del bianco · g5 re del nero · c4 pedone del nero · c2 torre del nero · e2 alfiere del bianco · g2 pedone del nero · h2 torre del nero · b1 donna del bianco | d8 alfiere del bianco · g8 torre del bianco · d6 re del bianco · e6 pedone del bianco · f6 cavallo del nero · g6 cavallo del bianco · h6 pedone del bianco · d5 torre del bianco · f5 cavallo del bianco · g5 re del nero · c4 pedone del nero · c2 torre del nero · e2 alfiere del bianco · g2 pedone del nero · h2 torre del nero · b1 donna del bianco | 6 |
| 5 | d8 alfiere del bianco · g8 torre del bianco · d6 re del bianco · e6 pedone del bianco · f6 cavallo del nero · g6 cavallo del bianco · h6 pedone del bianco · d5 torre del bianco · f5 cavallo del bianco · g5 re del nero · c4 pedone del nero · c2 torre del nero · e2 alfiere del bianco · g2 pedone del nero · h2 torre del nero · b1 donna del bianco | d8 alfiere del bianco · g8 torre del bianco · d6 re del bianco · e6 pedone del bianco · f6 cavallo del nero · g6 cavallo del bianco · h6 pedone del bianco · d5 torre del bianco · f5 cavallo del bianco · g5 re del nero · c4 pedone del nero · c2 torre del nero · e2 alfiere del bianco · g2 pedone del nero · h2 torre del nero · b1 donna del bianco | d8 alfiere del bianco · g8 torre del bianco · d6 re del bianco · e6 pedone del bianco · f6 cavallo del nero · g6 cavallo del bianco · h6 pedone del bianco · d5 torre del bianco · f5 cavallo del bianco · g5 re del nero · c4 pedone del nero · c2 torre del nero · e2 alfiere del bianco · g2 pedone del nero · h2 torre del nero · b1 donna del bianco | d8 alfiere del bianco · g8 torre del bianco · d6 re del bianco · e6 pedone del bianco · f6 cavallo del nero · g6 cavallo del bianco · h6 pedone del bianco · d5 torre del bianco · f5 cavallo del bianco · g5 re del nero · c4 pedone del nero · c2 torre del nero · e2 alfiere del bianco · g2 pedone del nero · h2 torre del nero · b1 donna del bianco | d8 alfiere del bianco · g8 torre del bianco · d6 re del bianco · e6 pedone del bianco · f6 cavallo del nero · g6 cavallo del bianco · h6 pedone del bianco · d5 torre del bianco · f5 cavallo del bianco · g5 re del nero · c4 pedone del nero · c2 torre del nero · e2 alfiere del bianco · g2 pedone del nero · h2 torre del nero · b1 donna del bianco | d8 alfiere del bianco · g8 torre del bianco · d6 re del bianco · e6 pedone del bianco · f6 cavallo del nero · g6 cavallo del bianco · h6 pedone del bianco · d5 torre del bianco · f5 cavallo del bianco · g5 re del nero · c4 pedone del nero · c2 torre del nero · e2 alfiere del bianco · g2 pedone del nero · h2 torre del nero · b1 donna del bianco | d8 alfiere del bianco · g8 torre del bianco · d6 re del bianco · e6 pedone del bianco · f6 cavallo del nero · g6 cavallo del bianco · h6 pedone del bianco · d5 torre del bianco · f5 cavallo del bianco · g5 re del nero · c4 pedone del nero · c2 torre del nero · e2 alfiere del bianco · g2 pedone del nero · h2 torre del nero · b1 donna del bianco | d8 alfiere del bianco · g8 torre del bianco · d6 re del bianco · e6 pedone del bianco · f6 cavallo del nero · g6 cavallo del bianco · h6 pedone del bianco · d5 torre del bianco · f5 cavallo del bianco · g5 re del nero · c4 pedone del nero · c2 torre del nero · e2 alfiere del bianco · g2 pedone del nero · h2 torre del nero · b1 donna del bianco | 5 |
| 4 | d8 alfiere del bianco · g8 torre del bianco · d6 re del bianco · e6 pedone del bianco · f6 cavallo del nero · g6 cavallo del bianco · h6 pedone del bianco · d5 torre del bianco · f5 cavallo del bianco · g5 re del nero · c4 pedone del nero · c2 torre del nero · e2 alfiere del bianco · g2 pedone del nero · h2 torre del nero · b1 donna del bianco | d8 alfiere del bianco · g8 torre del bianco · d6 re del bianco · e6 pedone del bianco · f6 cavallo del nero · g6 cavallo del bianco · h6 pedone del bianco · d5 torre del bianco · f5 cavallo del bianco · g5 re del nero · c4 pedone del nero · c2 torre del nero · e2 alfiere del bianco · g2 pedone del nero · h2 torre del nero · b1 donna del bianco | d8 alfiere del bianco · g8 torre del bianco · d6 re del bianco · e6 pedone del bianco · f6 cavallo del nero · g6 cavallo del bianco · h6 pedone del bianco · d5 torre del bianco · f5 cavallo del bianco · g5 re del nero · c4 pedone del nero · c2 torre del nero · e2 alfiere del bianco · g2 pedone del nero · h2 torre del nero · b1 donna del bianco | d8 alfiere del bianco · g8 torre del bianco · d6 re del bianco · e6 pedone del bianco · f6 cavallo del nero · g6 cavallo del bianco · h6 pedone del bianco · d5 torre del bianco · f5 cavallo del bianco · g5 re del nero · c4 pedone del nero · c2 torre del nero · e2 alfiere del bianco · g2 pedone del nero · h2 torre del nero · b1 donna del bianco | d8 alfiere del bianco · g8 torre del bianco · d6 re del bianco · e6 pedone del bianco · f6 cavallo del nero · g6 cavallo del bianco · h6 pedone del bianco · d5 torre del bianco · f5 cavallo del bianco · g5 re del nero · c4 pedone del nero · c2 torre del nero · e2 alfiere del bianco · g2 pedone del nero · h2 torre del nero · b1 donna del bianco | d8 alfiere del bianco · g8 torre del bianco · d6 re del bianco · e6 pedone del bianco · f6 cavallo del nero · g6 cavallo del bianco · h6 pedone del bianco · d5 torre del bianco · f5 cavallo del bianco · g5 re del nero · c4 pedone del nero · c2 torre del nero · e2 alfiere del bianco · g2 pedone del nero · h2 torre del nero · b1 donna del bianco | d8 alfiere del bianco · g8 torre del bianco · d6 re del bianco · e6 pedone del bianco · f6 cavallo del nero · g6 cavallo del bianco · h6 pedone del bianco · d5 torre del bianco · f5 cavallo del bianco · g5 re del nero · c4 pedone del nero · c2 torre del nero · e2 alfiere del bianco · g2 pedone del nero · h2 torre del nero · b1 donna del bianco | d8 alfiere del bianco · g8 torre del bianco · d6 re del bianco · e6 pedone del bianco · f6 cavallo del nero · g6 cavallo del bianco · h6 pedone del bianco · d5 torre del bianco · f5 cavallo del bianco · g5 re del nero · c4 pedone del nero · c2 torre del nero · e2 alfiere del bianco · g2 pedone del nero · h2 torre del nero · b1 donna del bianco | 4 |
| 3 | d8 alfiere del bianco · g8 torre del bianco · d6 re del bianco · e6 pedone del bianco · f6 cavallo del nero · g6 cavallo del bianco · h6 pedone del bianco · d5 torre del bianco · f5 cavallo del bianco · g5 re del nero · c4 pedone del nero · c2 torre del nero · e2 alfiere del bianco · g2 pedone del nero · h2 torre del nero · b1 donna del bianco | d8 alfiere del bianco · g8 torre del bianco · d6 re del bianco · e6 pedone del bianco · f6 cavallo del nero · g6 cavallo del bianco · h6 pedone del bianco · d5 torre del bianco · f5 cavallo del bianco · g5 re del nero · c4 pedone del nero · c2 torre del nero · e2 alfiere del bianco · g2 pedone del nero · h2 torre del nero · b1 donna del bianco | d8 alfiere del bianco · g8 torre del bianco · d6 re del bianco · e6 pedone del bianco · f6 cavallo del nero · g6 cavallo del bianco · h6 pedone del bianco · d5 torre del bianco · f5 cavallo del bianco · g5 re del nero · c4 pedone del nero · c2 torre del nero · e2 alfiere del bianco · g2 pedone del nero · h2 torre del nero · b1 donna del bianco | d8 alfiere del bianco · g8 torre del bianco · d6 re del bianco · e6 pedone del bianco · f6 cavallo del nero · g6 cavallo del bianco · h6 pedone del bianco · d5 torre del bianco · f5 cavallo del bianco · g5 re del nero · c4 pedone del nero · c2 torre del nero · e2 alfiere del bianco · g2 pedone del nero · h2 torre del nero · b1 donna del bianco | d8 alfiere del bianco · g8 torre del bianco · d6 re del bianco · e6 pedone del bianco · f6 cavallo del nero · g6 cavallo del bianco · h6 pedone del bianco · d5 torre del bianco · f5 cavallo del bianco · g5 re del nero · c4 pedone del nero · c2 torre del nero · e2 alfiere del bianco · g2 pedone del nero · h2 torre del nero · b1 donna del bianco | d8 alfiere del bianco · g8 torre del bianco · d6 re del bianco · e6 pedone del bianco · f6 cavallo del nero · g6 cavallo del bianco · h6 pedone del bianco · d5 torre del bianco · f5 cavallo del bianco · g5 re del nero · c4 pedone del nero · c2 torre del nero · e2 alfiere del bianco · g2 pedone del nero · h2 torre del nero · b1 donna del bianco | d8 alfiere del bianco · g8 torre del bianco · d6 re del bianco · e6 pedone del bianco · f6 cavallo del nero · g6 cavallo del bianco · h6 pedone del bianco · d5 torre del bianco · f5 cavallo del bianco · g5 re del nero · c4 pedone del nero · c2 torre del nero · e2 alfiere del bianco · g2 pedone del nero · h2 torre del nero · b1 donna del bianco | d8 alfiere del bianco · g8 torre del bianco · d6 re del bianco · e6 pedone del bianco · f6 cavallo del nero · g6 cavallo del bianco · h6 pedone del bianco · d5 torre del bianco · f5 cavallo del bianco · g5 re del nero · c4 pedone del nero · c2 torre del nero · e2 alfiere del bianco · g2 pedone del nero · h2 torre del nero · b1 donna del bianco | 3 |
| 2 | d8 alfiere del bianco · g8 torre del bianco · d6 re del bianco · e6 pedone del bianco · f6 cavallo del nero · g6 cavallo del bianco · h6 pedone del bianco · d5 torre del bianco · f5 cavallo del bianco · g5 re del nero · c4 pedone del nero · c2 torre del nero · e2 alfiere del bianco · g2 pedone del nero · h2 torre del nero · b1 donna del bianco | d8 alfiere del bianco · g8 torre del bianco · d6 re del bianco · e6 pedone del bianco · f6 cavallo del nero · g6 cavallo del bianco · h6 pedone del bianco · d5 torre del bianco · f5 cavallo del bianco · g5 re del nero · c4 pedone del nero · c2 torre del nero · e2 alfiere del bianco · g2 pedone del nero · h2 torre del nero · b1 donna del bianco | d8 alfiere del bianco · g8 torre del bianco · d6 re del bianco · e6 pedone del bianco · f6 cavallo del nero · g6 cavallo del bianco · h6 pedone del bianco · d5 torre del bianco · f5 cavallo del bianco · g5 re del nero · c4 pedone del nero · c2 torre del nero · e2 alfiere del bianco · g2 pedone del nero · h2 torre del nero · b1 donna del bianco | d8 alfiere del bianco · g8 torre del bianco · d6 re del bianco · e6 pedone del bianco · f6 cavallo del nero · g6 cavallo del bianco · h6 pedone del bianco · d5 torre del bianco · f5 cavallo del bianco · g5 re del nero · c4 pedone del nero · c2 torre del nero · e2 alfiere del bianco · g2 pedone del nero · h2 torre del nero · b1 donna del bianco | d8 alfiere del bianco · g8 torre del bianco · d6 re del bianco · e6 pedone del bianco · f6 cavallo del nero · g6 cavallo del bianco · h6 pedone del bianco · d5 torre del bianco · f5 cavallo del bianco · g5 re del nero · c4 pedone del nero · c2 torre del nero · e2 alfiere del bianco · g2 pedone del nero · h2 torre del nero · b1 donna del bianco | d8 alfiere del bianco · g8 torre del bianco · d6 re del bianco · e6 pedone del bianco · f6 cavallo del nero · g6 cavallo del bianco · h6 pedone del bianco · d5 torre del bianco · f5 cavallo del bianco · g5 re del nero · c4 pedone del nero · c2 torre del nero · e2 alfiere del bianco · g2 pedone del nero · h2 torre del nero · b1 donna del bianco | d8 alfiere del bianco · g8 torre del bianco · d6 re del bianco · e6 pedone del bianco · f6 cavallo del nero · g6 cavallo del bianco · h6 pedone del bianco · d5 torre del bianco · f5 cavallo del bianco · g5 re del nero · c4 pedone del nero · c2 torre del nero · e2 alfiere del bianco · g2 pedone del nero · h2 torre del nero · b1 donna del bianco | d8 alfiere del bianco · g8 torre del bianco · d6 re del bianco · e6 pedone del bianco · f6 cavallo del nero · g6 cavallo del bianco · h6 pedone del bianco · d5 torre del bianco · f5 cavallo del bianco · g5 re del nero · c4 pedone del nero · c2 torre del nero · e2 alfiere del bianco · g2 pedone del nero · h2 torre del nero · b1 donna del bianco | 2 |
| 1 | d8 alfiere del bianco · g8 torre del bianco · d6 re del bianco · e6 pedone del bianco · f6 cavallo del nero · g6 cavallo del bianco · h6 pedone del bianco · d5 torre del bianco · f5 cavallo del bianco · g5 re del nero · c4 pedone del nero · c2 torre del nero · e2 alfiere del bianco · g2 pedone del nero · h2 torre del nero · b1 donna del bianco | d8 alfiere del bianco · g8 torre del bianco · d6 re del bianco · e6 pedone del bianco · f6 cavallo del nero · g6 cavallo del bianco · h6 pedone del bianco · d5 torre del bianco · f5 cavallo del bianco · g5 re del nero · c4 pedone del nero · c2 torre del nero · e2 alfiere del bianco · g2 pedone del nero · h2 torre del nero · b1 donna del bianco | d8 alfiere del bianco · g8 torre del bianco · d6 re del bianco · e6 pedone del bianco · f6 cavallo del nero · g6 cavallo del bianco · h6 pedone del bianco · d5 torre del bianco · f5 cavallo del bianco · g5 re del nero · c4 pedone del nero · c2 torre del nero · e2 alfiere del bianco · g2 pedone del nero · h2 torre del nero · b1 donna del bianco | d8 alfiere del bianco · g8 torre del bianco · d6 re del bianco · e6 pedone del bianco · f6 cavallo del nero · g6 cavallo del bianco · h6 pedone del bianco · d5 torre del bianco · f5 cavallo del bianco · g5 re del nero · c4 pedone del nero · c2 torre del nero · e2 alfiere del bianco · g2 pedone del nero · h2 torre del nero · b1 donna del bianco | d8 alfiere del bianco · g8 torre del bianco · d6 re del bianco · e6 pedone del bianco · f6 cavallo del nero · g6 cavallo del bianco · h6 pedone del bianco · d5 torre del bianco · f5 cavallo del bianco · g5 re del nero · c4 pedone del nero · c2 torre del nero · e2 alfiere del bianco · g2 pedone del nero · h2 torre del nero · b1 donna del bianco | d8 alfiere del bianco · g8 torre del bianco · d6 re del bianco · e6 pedone del bianco · f6 cavallo del nero · g6 cavallo del bianco · h6 pedone del bianco · d5 torre del bianco · f5 cavallo del bianco · g5 re del nero · c4 pedone del nero · c2 torre del nero · e2 alfiere del bianco · g2 pedone del nero · h2 torre del nero · b1 donna del bianco | d8 alfiere del bianco · g8 torre del bianco · d6 re del bianco · e6 pedone del bianco · f6 cavallo del nero · g6 cavallo del bianco · h6 pedone del bianco · d5 torre del bianco · f5 cavallo del bianco · g5 re del nero · c4 pedone del nero · c2 torre del nero · e2 alfiere del bianco · g2 pedone del nero · h2 torre del nero · b1 donna del bianco | d8 alfiere del bianco · g8 torre del bianco · d6 re del bianco · e6 pedone del bianco · f6 cavallo del nero · g6 cavallo del bianco · h6 pedone del bianco · d5 torre del bianco · f5 cavallo del bianco · g5 re del nero · c4 pedone del nero · c2 torre del nero · e2 alfiere del bianco · g2 pedone del nero · h2 torre del nero · b1 donna del bianco | 1 |
|   | a | b | c | d | e | f | g | h |   |

Soluzione:
1. Td4? (minaccia 2. Cgh4#) 1... Txh6!

Chiave:  1. Th8!  (minaccia 2. Cfh4#)

1... Rxg6  2. Ce7#

1... Td2  2. Cd4#

|   | a | b | c | d | e | f | g | h |   |
| 8 | b6 torre del nero · c6 pedone del nero · e6 donna del bianco · c5 pedone del nero · d5 cavallo del bianco · e5 cavallo del nero · h5 re del bianco · d4 re del nero · e4 torre del nero · f4 pedone del nero · c3 pedone del nero · d3 pedone del nero · e3 cavallo del nero · a2 alfiere del bianco · c2 alfiere del nero · e2 pedone del bianco · c1 cavallo del bianco · d1 torre del bianco | b6 torre del nero · c6 pedone del nero · e6 donna del bianco · c5 pedone del nero · d5 cavallo del bianco · e5 cavallo del nero · h5 re del bianco · d4 re del nero · e4 torre del nero · f4 pedone del nero · c3 pedone del nero · d3 pedone del nero · e3 cavallo del nero · a2 alfiere del bianco · c2 alfiere del nero · e2 pedone del bianco · c1 cavallo del bianco · d1 torre del bianco | b6 torre del nero · c6 pedone del nero · e6 donna del bianco · c5 pedone del nero · d5 cavallo del bianco · e5 cavallo del nero · h5 re del bianco · d4 re del nero · e4 torre del nero · f4 pedone del nero · c3 pedone del nero · d3 pedone del nero · e3 cavallo del nero · a2 alfiere del bianco · c2 alfiere del nero · e2 pedone del bianco · c1 cavallo del bianco · d1 torre del bianco | b6 torre del nero · c6 pedone del nero · e6 donna del bianco · c5 pedone del nero · d5 cavallo del bianco · e5 cavallo del nero · h5 re del bianco · d4 re del nero · e4 torre del nero · f4 pedone del nero · c3 pedone del nero · d3 pedone del nero · e3 cavallo del nero · a2 alfiere del bianco · c2 alfiere del nero · e2 pedone del bianco · c1 cavallo del bianco · d1 torre del bianco | b6 torre del nero · c6 pedone del nero · e6 donna del bianco · c5 pedone del nero · d5 cavallo del bianco · e5 cavallo del nero · h5 re del bianco · d4 re del nero · e4 torre del nero · f4 pedone del nero · c3 pedone del nero · d3 pedone del nero · e3 cavallo del nero · a2 alfiere del bianco · c2 alfiere del nero · e2 pedone del bianco · c1 cavallo del bianco · d1 torre del bianco | b6 torre del nero · c6 pedone del nero · e6 donna del bianco · c5 pedone del nero · d5 cavallo del bianco · e5 cavallo del nero · h5 re del bianco · d4 re del nero · e4 torre del nero · f4 pedone del nero · c3 pedone del nero · d3 pedone del nero · e3 cavallo del nero · a2 alfiere del bianco · c2 alfiere del nero · e2 pedone del bianco · c1 cavallo del bianco · d1 torre del bianco | b6 torre del nero · c6 pedone del nero · e6 donna del bianco · c5 pedone del nero · d5 cavallo del bianco · e5 cavallo del nero · h5 re del bianco · d4 re del nero · e4 torre del nero · f4 pedone del nero · c3 pedone del nero · d3 pedone del nero · e3 cavallo del nero · a2 alfiere del bianco · c2 alfiere del nero · e2 pedone del bianco · c1 cavallo del bianco · d1 torre del bianco | b6 torre del nero · c6 pedone del nero · e6 donna del bianco · c5 pedone del nero · d5 cavallo del bianco · e5 cavallo del nero · h5 re del bianco · d4 re del nero · e4 torre del nero · f4 pedone del nero · c3 pedone del nero · d3 pedone del nero · e3 cavallo del nero · a2 alfiere del bianco · c2 alfiere del nero · e2 pedone del bianco · c1 cavallo del bianco · d1 torre del bianco | 8 |
| 7 | b6 torre del nero · c6 pedone del nero · e6 donna del bianco · c5 pedone del nero · d5 cavallo del bianco · e5 cavallo del nero · h5 re del bianco · d4 re del nero · e4 torre del nero · f4 pedone del nero · c3 pedone del nero · d3 pedone del nero · e3 cavallo del nero · a2 alfiere del bianco · c2 alfiere del nero · e2 pedone del bianco · c1 cavallo del bianco · d1 torre del bianco | b6 torre del nero · c6 pedone del nero · e6 donna del bianco · c5 pedone del nero · d5 cavallo del bianco · e5 cavallo del nero · h5 re del bianco · d4 re del nero · e4 torre del nero · f4 pedone del nero · c3 pedone del nero · d3 pedone del nero · e3 cavallo del nero · a2 alfiere del bianco · c2 alfiere del nero · e2 pedone del bianco · c1 cavallo del bianco · d1 torre del bianco | b6 torre del nero · c6 pedone del nero · e6 donna del bianco · c5 pedone del nero · d5 cavallo del bianco · e5 cavallo del nero · h5 re del bianco · d4 re del nero · e4 torre del nero · f4 pedone del nero · c3 pedone del nero · d3 pedone del nero · e3 cavallo del nero · a2 alfiere del bianco · c2 alfiere del nero · e2 pedone del bianco · c1 cavallo del bianco · d1 torre del bianco | b6 torre del nero · c6 pedone del nero · e6 donna del bianco · c5 pedone del nero · d5 cavallo del bianco · e5 cavallo del nero · h5 re del bianco · d4 re del nero · e4 torre del nero · f4 pedone del nero · c3 pedone del nero · d3 pedone del nero · e3 cavallo del nero · a2 alfiere del bianco · c2 alfiere del nero · e2 pedone del bianco · c1 cavallo del bianco · d1 torre del bianco | b6 torre del nero · c6 pedone del nero · e6 donna del bianco · c5 pedone del nero · d5 cavallo del bianco · e5 cavallo del nero · h5 re del bianco · d4 re del nero · e4 torre del nero · f4 pedone del nero · c3 pedone del nero · d3 pedone del nero · e3 cavallo del nero · a2 alfiere del bianco · c2 alfiere del nero · e2 pedone del bianco · c1 cavallo del bianco · d1 torre del bianco | b6 torre del nero · c6 pedone del nero · e6 donna del bianco · c5 pedone del nero · d5 cavallo del bianco · e5 cavallo del nero · h5 re del bianco · d4 re del nero · e4 torre del nero · f4 pedone del nero · c3 pedone del nero · d3 pedone del nero · e3 cavallo del nero · a2 alfiere del bianco · c2 alfiere del nero · e2 pedone del bianco · c1 cavallo del bianco · d1 torre del bianco | b6 torre del nero · c6 pedone del nero · e6 donna del bianco · c5 pedone del nero · d5 cavallo del bianco · e5 cavallo del nero · h5 re del bianco · d4 re del nero · e4 torre del nero · f4 pedone del nero · c3 pedone del nero · d3 pedone del nero · e3 cavallo del nero · a2 alfiere del bianco · c2 alfiere del nero · e2 pedone del bianco · c1 cavallo del bianco · d1 torre del bianco | b6 torre del nero · c6 pedone del nero · e6 donna del bianco · c5 pedone del nero · d5 cavallo del bianco · e5 cavallo del nero · h5 re del bianco · d4 re del nero · e4 torre del nero · f4 pedone del nero · c3 pedone del nero · d3 pedone del nero · e3 cavallo del nero · a2 alfiere del bianco · c2 alfiere del nero · e2 pedone del bianco · c1 cavallo del bianco · d1 torre del bianco | 7 |
| 6 | b6 torre del nero · c6 pedone del nero · e6 donna del bianco · c5 pedone del nero · d5 cavallo del bianco · e5 cavallo del nero · h5 re del bianco · d4 re del nero · e4 torre del nero · f4 pedone del nero · c3 pedone del nero · d3 pedone del nero · e3 cavallo del nero · a2 alfiere del bianco · c2 alfiere del nero · e2 pedone del bianco · c1 cavallo del bianco · d1 torre del bianco | b6 torre del nero · c6 pedone del nero · e6 donna del bianco · c5 pedone del nero · d5 cavallo del bianco · e5 cavallo del nero · h5 re del bianco · d4 re del nero · e4 torre del nero · f4 pedone del nero · c3 pedone del nero · d3 pedone del nero · e3 cavallo del nero · a2 alfiere del bianco · c2 alfiere del nero · e2 pedone del bianco · c1 cavallo del bianco · d1 torre del bianco | b6 torre del nero · c6 pedone del nero · e6 donna del bianco · c5 pedone del nero · d5 cavallo del bianco · e5 cavallo del nero · h5 re del bianco · d4 re del nero · e4 torre del nero · f4 pedone del nero · c3 pedone del nero · d3 pedone del nero · e3 cavallo del nero · a2 alfiere del bianco · c2 alfiere del nero · e2 pedone del bianco · c1 cavallo del bianco · d1 torre del bianco | b6 torre del nero · c6 pedone del nero · e6 donna del bianco · c5 pedone del nero · d5 cavallo del bianco · e5 cavallo del nero · h5 re del bianco · d4 re del nero · e4 torre del nero · f4 pedone del nero · c3 pedone del nero · d3 pedone del nero · e3 cavallo del nero · a2 alfiere del bianco · c2 alfiere del nero · e2 pedone del bianco · c1 cavallo del bianco · d1 torre del bianco | b6 torre del nero · c6 pedone del nero · e6 donna del bianco · c5 pedone del nero · d5 cavallo del bianco · e5 cavallo del nero · h5 re del bianco · d4 re del nero · e4 torre del nero · f4 pedone del nero · c3 pedone del nero · d3 pedone del nero · e3 cavallo del nero · a2 alfiere del bianco · c2 alfiere del nero · e2 pedone del bianco · c1 cavallo del bianco · d1 torre del bianco | b6 torre del nero · c6 pedone del nero · e6 donna del bianco · c5 pedone del nero · d5 cavallo del bianco · e5 cavallo del nero · h5 re del bianco · d4 re del nero · e4 torre del nero · f4 pedone del nero · c3 pedone del nero · d3 pedone del nero · e3 cavallo del nero · a2 alfiere del bianco · c2 alfiere del nero · e2 pedone del bianco · c1 cavallo del bianco · d1 torre del bianco | b6 torre del nero · c6 pedone del nero · e6 donna del bianco · c5 pedone del nero · d5 cavallo del bianco · e5 cavallo del nero · h5 re del bianco · d4 re del nero · e4 torre del nero · f4 pedone del nero · c3 pedone del nero · d3 pedone del nero · e3 cavallo del nero · a2 alfiere del bianco · c2 alfiere del nero · e2 pedone del bianco · c1 cavallo del bianco · d1 torre del bianco | b6 torre del nero · c6 pedone del nero · e6 donna del bianco · c5 pedone del nero · d5 cavallo del bianco · e5 cavallo del nero · h5 re del bianco · d4 re del nero · e4 torre del nero · f4 pedone del nero · c3 pedone del nero · d3 pedone del nero · e3 cavallo del nero · a2 alfiere del bianco · c2 alfiere del nero · e2 pedone del bianco · c1 cavallo del bianco · d1 torre del bianco | 6 |
| 5 | b6 torre del nero · c6 pedone del nero · e6 donna del bianco · c5 pedone del nero · d5 cavallo del bianco · e5 cavallo del nero · h5 re del bianco · d4 re del nero · e4 torre del nero · f4 pedone del nero · c3 pedone del nero · d3 pedone del nero · e3 cavallo del nero · a2 alfiere del bianco · c2 alfiere del nero · e2 pedone del bianco · c1 cavallo del bianco · d1 torre del bianco | b6 torre del nero · c6 pedone del nero · e6 donna del bianco · c5 pedone del nero · d5 cavallo del bianco · e5 cavallo del nero · h5 re del bianco · d4 re del nero · e4 torre del nero · f4 pedone del nero · c3 pedone del nero · d3 pedone del nero · e3 cavallo del nero · a2 alfiere del bianco · c2 alfiere del nero · e2 pedone del bianco · c1 cavallo del bianco · d1 torre del bianco | b6 torre del nero · c6 pedone del nero · e6 donna del bianco · c5 pedone del nero · d5 cavallo del bianco · e5 cavallo del nero · h5 re del bianco · d4 re del nero · e4 torre del nero · f4 pedone del nero · c3 pedone del nero · d3 pedone del nero · e3 cavallo del nero · a2 alfiere del bianco · c2 alfiere del nero · e2 pedone del bianco · c1 cavallo del bianco · d1 torre del bianco | b6 torre del nero · c6 pedone del nero · e6 donna del bianco · c5 pedone del nero · d5 cavallo del bianco · e5 cavallo del nero · h5 re del bianco · d4 re del nero · e4 torre del nero · f4 pedone del nero · c3 pedone del nero · d3 pedone del nero · e3 cavallo del nero · a2 alfiere del bianco · c2 alfiere del nero · e2 pedone del bianco · c1 cavallo del bianco · d1 torre del bianco | b6 torre del nero · c6 pedone del nero · e6 donna del bianco · c5 pedone del nero · d5 cavallo del bianco · e5 cavallo del nero · h5 re del bianco · d4 re del nero · e4 torre del nero · f4 pedone del nero · c3 pedone del nero · d3 pedone del nero · e3 cavallo del nero · a2 alfiere del bianco · c2 alfiere del nero · e2 pedone del bianco · c1 cavallo del bianco · d1 torre del bianco | b6 torre del nero · c6 pedone del nero · e6 donna del bianco · c5 pedone del nero · d5 cavallo del bianco · e5 cavallo del nero · h5 re del bianco · d4 re del nero · e4 torre del nero · f4 pedone del nero · c3 pedone del nero · d3 pedone del nero · e3 cavallo del nero · a2 alfiere del bianco · c2 alfiere del nero · e2 pedone del bianco · c1 cavallo del bianco · d1 torre del bianco | b6 torre del nero · c6 pedone del nero · e6 donna del bianco · c5 pedone del nero · d5 cavallo del bianco · e5 cavallo del nero · h5 re del bianco · d4 re del nero · e4 torre del nero · f4 pedone del nero · c3 pedone del nero · d3 pedone del nero · e3 cavallo del nero · a2 alfiere del bianco · c2 alfiere del nero · e2 pedone del bianco · c1 cavallo del bianco · d1 torre del bianco | b6 torre del nero · c6 pedone del nero · e6 donna del bianco · c5 pedone del nero · d5 cavallo del bianco · e5 cavallo del nero · h5 re del bianco · d4 re del nero · e4 torre del nero · f4 pedone del nero · c3 pedone del nero · d3 pedone del nero · e3 cavallo del nero · a2 alfiere del bianco · c2 alfiere del nero · e2 pedone del bianco · c1 cavallo del bianco · d1 torre del bianco | 5 |
| 4 | b6 torre del nero · c6 pedone del nero · e6 donna del bianco · c5 pedone del nero · d5 cavallo del bianco · e5 cavallo del nero · h5 re del bianco · d4 re del nero · e4 torre del nero · f4 pedone del nero · c3 pedone del nero · d3 pedone del nero · e3 cavallo del nero · a2 alfiere del bianco · c2 alfiere del nero · e2 pedone del bianco · c1 cavallo del bianco · d1 torre del bianco | b6 torre del nero · c6 pedone del nero · e6 donna del bianco · c5 pedone del nero · d5 cavallo del bianco · e5 cavallo del nero · h5 re del bianco · d4 re del nero · e4 torre del nero · f4 pedone del nero · c3 pedone del nero · d3 pedone del nero · e3 cavallo del nero · a2 alfiere del bianco · c2 alfiere del nero · e2 pedone del bianco · c1 cavallo del bianco · d1 torre del bianco | b6 torre del nero · c6 pedone del nero · e6 donna del bianco · c5 pedone del nero · d5 cavallo del bianco · e5 cavallo del nero · h5 re del bianco · d4 re del nero · e4 torre del nero · f4 pedone del nero · c3 pedone del nero · d3 pedone del nero · e3 cavallo del nero · a2 alfiere del bianco · c2 alfiere del nero · e2 pedone del bianco · c1 cavallo del bianco · d1 torre del bianco | b6 torre del nero · c6 pedone del nero · e6 donna del bianco · c5 pedone del nero · d5 cavallo del bianco · e5 cavallo del nero · h5 re del bianco · d4 re del nero · e4 torre del nero · f4 pedone del nero · c3 pedone del nero · d3 pedone del nero · e3 cavallo del nero · a2 alfiere del bianco · c2 alfiere del nero · e2 pedone del bianco · c1 cavallo del bianco · d1 torre del bianco | b6 torre del nero · c6 pedone del nero · e6 donna del bianco · c5 pedone del nero · d5 cavallo del bianco · e5 cavallo del nero · h5 re del bianco · d4 re del nero · e4 torre del nero · f4 pedone del nero · c3 pedone del nero · d3 pedone del nero · e3 cavallo del nero · a2 alfiere del bianco · c2 alfiere del nero · e2 pedone del bianco · c1 cavallo del bianco · d1 torre del bianco | b6 torre del nero · c6 pedone del nero · e6 donna del bianco · c5 pedone del nero · d5 cavallo del bianco · e5 cavallo del nero · h5 re del bianco · d4 re del nero · e4 torre del nero · f4 pedone del nero · c3 pedone del nero · d3 pedone del nero · e3 cavallo del nero · a2 alfiere del bianco · c2 alfiere del nero · e2 pedone del bianco · c1 cavallo del bianco · d1 torre del bianco | b6 torre del nero · c6 pedone del nero · e6 donna del bianco · c5 pedone del nero · d5 cavallo del bianco · e5 cavallo del nero · h5 re del bianco · d4 re del nero · e4 torre del nero · f4 pedone del nero · c3 pedone del nero · d3 pedone del nero · e3 cavallo del nero · a2 alfiere del bianco · c2 alfiere del nero · e2 pedone del bianco · c1 cavallo del bianco · d1 torre del bianco | b6 torre del nero · c6 pedone del nero · e6 donna del bianco · c5 pedone del nero · d5 cavallo del bianco · e5 cavallo del nero · h5 re del bianco · d4 re del nero · e4 torre del nero · f4 pedone del nero · c3 pedone del nero · d3 pedone del nero · e3 cavallo del nero · a2 alfiere del bianco · c2 alfiere del nero · e2 pedone del bianco · c1 cavallo del bianco · d1 torre del bianco | 4 |
| 3 | b6 torre del nero · c6 pedone del nero · e6 donna del bianco · c5 pedone del nero · d5 cavallo del bianco · e5 cavallo del nero · h5 re del bianco · d4 re del nero · e4 torre del nero · f4 pedone del nero · c3 pedone del nero · d3 pedone del nero · e3 cavallo del nero · a2 alfiere del bianco · c2 alfiere del nero · e2 pedone del bianco · c1 cavallo del bianco · d1 torre del bianco | b6 torre del nero · c6 pedone del nero · e6 donna del bianco · c5 pedone del nero · d5 cavallo del bianco · e5 cavallo del nero · h5 re del bianco · d4 re del nero · e4 torre del nero · f4 pedone del nero · c3 pedone del nero · d3 pedone del nero · e3 cavallo del nero · a2 alfiere del bianco · c2 alfiere del nero · e2 pedone del bianco · c1 cavallo del bianco · d1 torre del bianco | b6 torre del nero · c6 pedone del nero · e6 donna del bianco · c5 pedone del nero · d5 cavallo del bianco · e5 cavallo del nero · h5 re del bianco · d4 re del nero · e4 torre del nero · f4 pedone del nero · c3 pedone del nero · d3 pedone del nero · e3 cavallo del nero · a2 alfiere del bianco · c2 alfiere del nero · e2 pedone del bianco · c1 cavallo del bianco · d1 torre del bianco | b6 torre del nero · c6 pedone del nero · e6 donna del bianco · c5 pedone del nero · d5 cavallo del bianco · e5 cavallo del nero · h5 re del bianco · d4 re del nero · e4 torre del nero · f4 pedone del nero · c3 pedone del nero · d3 pedone del nero · e3 cavallo del nero · a2 alfiere del bianco · c2 alfiere del nero · e2 pedone del bianco · c1 cavallo del bianco · d1 torre del bianco | b6 torre del nero · c6 pedone del nero · e6 donna del bianco · c5 pedone del nero · d5 cavallo del bianco · e5 cavallo del nero · h5 re del bianco · d4 re del nero · e4 torre del nero · f4 pedone del nero · c3 pedone del nero · d3 pedone del nero · e3 cavallo del nero · a2 alfiere del bianco · c2 alfiere del nero · e2 pedone del bianco · c1 cavallo del bianco · d1 torre del bianco | b6 torre del nero · c6 pedone del nero · e6 donna del bianco · c5 pedone del nero · d5 cavallo del bianco · e5 cavallo del nero · h5 re del bianco · d4 re del nero · e4 torre del nero · f4 pedone del nero · c3 pedone del nero · d3 pedone del nero · e3 cavallo del nero · a2 alfiere del bianco · c2 alfiere del nero · e2 pedone del bianco · c1 cavallo del bianco · d1 torre del bianco | b6 torre del nero · c6 pedone del nero · e6 donna del bianco · c5 pedone del nero · d5 cavallo del bianco · e5 cavallo del nero · h5 re del bianco · d4 re del nero · e4 torre del nero · f4 pedone del nero · c3 pedone del nero · d3 pedone del nero · e3 cavallo del nero · a2 alfiere del bianco · c2 alfiere del nero · e2 pedone del bianco · c1 cavallo del bianco · d1 torre del bianco | b6 torre del nero · c6 pedone del nero · e6 donna del bianco · c5 pedone del nero · d5 cavallo del bianco · e5 cavallo del nero · h5 re del bianco · d4 re del nero · e4 torre del nero · f4 pedone del nero · c3 pedone del nero · d3 pedone del nero · e3 cavallo del nero · a2 alfiere del bianco · c2 alfiere del nero · e2 pedone del bianco · c1 cavallo del bianco · d1 torre del bianco | 3 |
| 2 | b6 torre del nero · c6 pedone del nero · e6 donna del bianco · c5 pedone del nero · d5 cavallo del bianco · e5 cavallo del nero · h5 re del bianco · d4 re del nero · e4 torre del nero · f4 pedone del nero · c3 pedone del nero · d3 pedone del nero · e3 cavallo del nero · a2 alfiere del bianco · c2 alfiere del nero · e2 pedone del bianco · c1 cavallo del bianco · d1 torre del bianco | b6 torre del nero · c6 pedone del nero · e6 donna del bianco · c5 pedone del nero · d5 cavallo del bianco · e5 cavallo del nero · h5 re del bianco · d4 re del nero · e4 torre del nero · f4 pedone del nero · c3 pedone del nero · d3 pedone del nero · e3 cavallo del nero · a2 alfiere del bianco · c2 alfiere del nero · e2 pedone del bianco · c1 cavallo del bianco · d1 torre del bianco | b6 torre del nero · c6 pedone del nero · e6 donna del bianco · c5 pedone del nero · d5 cavallo del bianco · e5 cavallo del nero · h5 re del bianco · d4 re del nero · e4 torre del nero · f4 pedone del nero · c3 pedone del nero · d3 pedone del nero · e3 cavallo del nero · a2 alfiere del bianco · c2 alfiere del nero · e2 pedone del bianco · c1 cavallo del bianco · d1 torre del bianco | b6 torre del nero · c6 pedone del nero · e6 donna del bianco · c5 pedone del nero · d5 cavallo del bianco · e5 cavallo del nero · h5 re del bianco · d4 re del nero · e4 torre del nero · f4 pedone del nero · c3 pedone del nero · d3 pedone del nero · e3 cavallo del nero · a2 alfiere del bianco · c2 alfiere del nero · e2 pedone del bianco · c1 cavallo del bianco · d1 torre del bianco | b6 torre del nero · c6 pedone del nero · e6 donna del bianco · c5 pedone del nero · d5 cavallo del bianco · e5 cavallo del nero · h5 re del bianco · d4 re del nero · e4 torre del nero · f4 pedone del nero · c3 pedone del nero · d3 pedone del nero · e3 cavallo del nero · a2 alfiere del bianco · c2 alfiere del nero · e2 pedone del bianco · c1 cavallo del bianco · d1 torre del bianco | b6 torre del nero · c6 pedone del nero · e6 donna del bianco · c5 pedone del nero · d5 cavallo del bianco · e5 cavallo del nero · h5 re del bianco · d4 re del nero · e4 torre del nero · f4 pedone del nero · c3 pedone del nero · d3 pedone del nero · e3 cavallo del nero · a2 alfiere del bianco · c2 alfiere del nero · e2 pedone del bianco · c1 cavallo del bianco · d1 torre del bianco | b6 torre del nero · c6 pedone del nero · e6 donna del bianco · c5 pedone del nero · d5 cavallo del bianco · e5 cavallo del nero · h5 re del bianco · d4 re del nero · e4 torre del nero · f4 pedone del nero · c3 pedone del nero · d3 pedone del nero · e3 cavallo del nero · a2 alfiere del bianco · c2 alfiere del nero · e2 pedone del bianco · c1 cavallo del bianco · d1 torre del bianco | b6 torre del nero · c6 pedone del nero · e6 donna del bianco · c5 pedone del nero · d5 cavallo del bianco · e5 cavallo del nero · h5 re del bianco · d4 re del nero · e4 torre del nero · f4 pedone del nero · c3 pedone del nero · d3 pedone del nero · e3 cavallo del nero · a2 alfiere del bianco · c2 alfiere del nero · e2 pedone del bianco · c1 cavallo del bianco · d1 torre del bianco | 2 |
| 1 | b6 torre del nero · c6 pedone del nero · e6 donna del bianco · c5 pedone del nero · d5 cavallo del bianco · e5 cavallo del nero · h5 re del bianco · d4 re del nero · e4 torre del nero · f4 pedone del nero · c3 pedone del nero · d3 pedone del nero · e3 cavallo del nero · a2 alfiere del bianco · c2 alfiere del nero · e2 pedone del bianco · c1 cavallo del bianco · d1 torre del bianco | b6 torre del nero · c6 pedone del nero · e6 donna del bianco · c5 pedone del nero · d5 cavallo del bianco · e5 cavallo del nero · h5 re del bianco · d4 re del nero · e4 torre del nero · f4 pedone del nero · c3 pedone del nero · d3 pedone del nero · e3 cavallo del nero · a2 alfiere del bianco · c2 alfiere del nero · e2 pedone del bianco · c1 cavallo del bianco · d1 torre del bianco | b6 torre del nero · c6 pedone del nero · e6 donna del bianco · c5 pedone del nero · d5 cavallo del bianco · e5 cavallo del nero · h5 re del bianco · d4 re del nero · e4 torre del nero · f4 pedone del nero · c3 pedone del nero · d3 pedone del nero · e3 cavallo del nero · a2 alfiere del bianco · c2 alfiere del nero · e2 pedone del bianco · c1 cavallo del bianco · d1 torre del bianco | b6 torre del nero · c6 pedone del nero · e6 donna del bianco · c5 pedone del nero · d5 cavallo del bianco · e5 cavallo del nero · h5 re del bianco · d4 re del nero · e4 torre del nero · f4 pedone del nero · c3 pedone del nero · d3 pedone del nero · e3 cavallo del nero · a2 alfiere del bianco · c2 alfiere del nero · e2 pedone del bianco · c1 cavallo del bianco · d1 torre del bianco | b6 torre del nero · c6 pedone del nero · e6 donna del bianco · c5 pedone del nero · d5 cavallo del bianco · e5 cavallo del nero · h5 re del bianco · d4 re del nero · e4 torre del nero · f4 pedone del nero · c3 pedone del nero · d3 pedone del nero · e3 cavallo del nero · a2 alfiere del bianco · c2 alfiere del nero · e2 pedone del bianco · c1 cavallo del bianco · d1 torre del bianco | b6 torre del nero · c6 pedone del nero · e6 donna del bianco · c5 pedone del nero · d5 cavallo del bianco · e5 cavallo del nero · h5 re del bianco · d4 re del nero · e4 torre del nero · f4 pedone del nero · c3 pedone del nero · d3 pedone del nero · e3 cavallo del nero · a2 alfiere del bianco · c2 alfiere del nero · e2 pedone del bianco · c1 cavallo del bianco · d1 torre del bianco | b6 torre del nero · c6 pedone del nero · e6 donna del bianco · c5 pedone del nero · d5 cavallo del bianco · e5 cavallo del nero · h5 re del bianco · d4 re del nero · e4 torre del nero · f4 pedone del nero · c3 pedone del nero · d3 pedone del nero · e3 cavallo del nero · a2 alfiere del bianco · c2 alfiere del nero · e2 pedone del bianco · c1 cavallo del bianco · d1 torre del bianco | b6 torre del nero · c6 pedone del nero · e6 donna del bianco · c5 pedone del nero · d5 cavallo del bianco · e5 cavallo del nero · h5 re del bianco · d4 re del nero · e4 torre del nero · f4 pedone del nero · c3 pedone del nero · d3 pedone del nero · e3 cavallo del nero · a2 alfiere del bianco · c2 alfiere del nero · e2 pedone del bianco · c1 cavallo del bianco · d1 torre del bianco | 1 |
|   | a | b | c | d | e | f | g | h |   |

Soluzione:
1. Ce7! (minaccia 2. Dd6+ Cd5 3. Cf5#)

1... Ab3 2. Cxc6+ ... 3. Txd3#/Cxb3#

1... Cc4 2. Cb3+ ... 3. Txd3#/Cxc6#

1... Cf7 2. Cb3+ ... 3. Cxc6#